# Johanna Lindbäck
Johanna Kristina Lindbäck, född 25 april 1972 i Luleå, är en svensk författare. Hon skriver i första hand ungdomsböcker och är medproducent av bloggen bokhora.se.

## Biografi
Johanna Lindbäck växte upp i Luleå och har arbetat som gymnasielärare i svenska och engelska i Stockholm, men sedan 2013 är hon författare och översättare på heltid. Hon är en av de fem kvinnorna bakom bloggen bokhora.se. Under perioden 2013–2015 var hon Kulturrådets läsambassadör.
Sedan 2007 har hon gett ut tretton ungdomsböcker, varav flera har Västerbottentema. Trilogin Fula tjejer, Jobbiga tjejer, och Svaga tjejer, utgivna 2020– 2022, har hon skrivit tillsammans med Sara Ohlsson och Lisa Bjärbo.